# Farma zvířat
Farma zvířat je alegorický satirizující román George Orwella, ukazující formou bajky politické vztahy a děje mezi lidmi. Autor se důsledně vyhýbá vysvětlujícím komentářům, ale vzhledem k době napsání díla je nejzjevnější podobenství se stalinskou degenerací Sovětského svazu. V příběhu se objevuje skupinka zvířat, která se vzbouří a vyžene lidi z farmy, na které žije, a vede ji sama. Jejich vláda se však postupně zvrhne v brutální tyranii. Tato novela byla napsána v průběhu druhé světové války a vydána v srpnu roku 1945. Ačkoliv nebyla do konce 50. let příliš úspěšná, dnes je jedním z nejznámějších děl autora, stejně jako např. dystopický román 1984.

## Postavy
I když se Orwell o vzorech jednotlivých figur a zvířecích druhů postav přímo nevyjádřil, jsou s ohledem na dobu vzniku obvykle interpretovány následujícím způsobem:
- Prasata – analogie stranického vedení (politbyra)
  - Major – Marx nebo Lenin – ideový vůdce, brzy umírá. Jeho odkazem se diktatura zaštiťuje.
  - Napoleon – Stalin – diktátor, který uzurpuje veškerou moc a bez milosti likviduje své odpůrce, nakonec pro vlastní prospěch zcela zrazuje původní ideály
  - Kuliš (orig. Snowball) – Trockij – původní vůdce revoluce a Napoleonův oponent, kterého psi nakonec vyženou z farmy. (Analogie Trockého, který po Leninově smrti soupeřil o moc se Stalinem, zasazoval se o industrializaci a elektrifikaci Sovětského svazu. Stalin ho vyštval ze země a nakonec ho v jeho mexickém exilu nechal zabít agentem NKVD.)
  - Pištík (Squealer) – propaganda – v Napoleonových službách, dokáže mistrně manipulovat s ostatními zvířaty, překrucuje a mění pravdu, pozměňuje fakta, špiní nepřátele, mlží a lže.
- Psi – nemají jména, představují tajnou policii, která slepě plní rozkazy svého „stvořitele“ – Napoleona, který si je vychoval. Psi jsou naprosto věrní a poslušní svému pánovi a realizují jeho represe.
- Koně 
  - Boxer a Lupina (Clover) – představují poctivé pracující lidi, kteří jsou schopní pro ideu komunistického státu obětovat vlastní život, čehož prasata cynicky zneužívají. Boxer je prototypem úderníka, stachanovce.
  - Mollie – marnivá a do sebe zahleděná kobylka, brzy z farmy odejde – analogie ruské porevoluční emigrace
- Ovce – tupý dav, bez přemýšlení opakují naučené fráze, nemají názor, nechtějí ho mít, na nic se neptají. Svým sborovým, hlasitým opakováním Pištíkových frází přehluší jakýkoli hlas odporu, protinázor. Jde o ideální materiál pro totalitní vládce.
- Osel Benjamin – představitel pasivního intelektuála, který zná pravdu a tuší důsledky, ale nevidí žádné východisko. Svou aktivitu považuje za zbytečnou, protože ovce přehluší jakýkoli vzdor a psi zničí kohokoli, kdo se postaví diktátorovi. Benjamin je pravděpodobně autorova sebereflexe.[3][4]
- Havran Mojžíš (Moses) – představuje víru (křesťanství), která v totalitní společnosti ztrácí své místo, přesto se nedá zahubit. Víra v posmrtný život je revolucionářům ideologicky na obtíž, když chtějí přesvědčit masy o nutnosti revoluce, která má zlepšit jejich stávající život. Vládnoucí vrstva, jež utiskuje zbytek společnosti, však víru toleruje, neboť pomáhá trpitelům smířit se se svým údělem.
- Slepice – jsou prvními rebely proti Napoleonovi. Ten totiž požadoval, aby snášely více vajec, která by se prodala lidem. Slepice na protest všechna vejce rozbíjely pádem z výšky. Napoleon nařídil odepření stravy, což 9 slepic zaplatilo životem. Jejich úmrtí bylo ostatním vysvětleno historkou o nemoci. (Může jít o analogii Holodomoru.)
- Kočka – nepracuje a žije si po svém, o revoluci se nezajímá. Posléze se bez vysvětlení vytratí. Její alegorický význam není zcela jasný, může se jednat o šlechtu.
- Lidé – představitelé kapitalistů, vykořisťovatelů. V druhé bitvě symbolizují Německo a Spojence. Prasata je ostatním zvířatům vykreslují jako největší zlo, ale obchodují s nimi, snaží se jim vyrovnat a na konci s nimi prakticky splynou.

## Příběh
Příběh se odehrává na nevelké farmě, kterou vlastní pan Jones. Na farmě má psy, kočku, prasata, ovce, krávy, koně, osla, slepice, krysy, holuby, kozy a kachny. Jednoho dne se pan Jones opil a zapomněl zvířata zavřít. Ta se sešla ve stodole a prase Major vyprávělo o revoluci, která jednou přijde. Naučil zvířata zpívat píseň „Zvířata Anglie“.
Za několik dní zemřel, ale po jeho smrti se zvířata vzbouřila a vyhnala pana Jonese. Bylo to o Svatojánské noci poté, co jim opilý pan Jones nedal nažrat. Tím začala revoluce. Potom prasata oznámila, že umějí psát a číst díky vyhozeným slabikářům a že přejmenují Panskou farmu na Farmu zvířat a napsala na stodolu sedm přikázání, která zní asi takto:
- Každý, kdo chodí po dvou nohách, je nepřítel
- Každý, kdo chodí po čtyřech nohách nebo má křídla, je přítel
- Žádné zvíře nebude chodit oblečené
- Žádné zvíře nebude spát v posteli
- Žádné zvíře nebude pít alkohol
- Žádné zvíře nezabije jiné zvíře
- Všechna zvířata jsou si rovna

Ovce si to nedokázaly zapamatovat, a tak je prasata musela naučit jednodušší přikázání, které znělo: 4 nohy dobré, 2 nohy špatné.
Potom se zvířata pustila do prací na statku. Prasata se díky svojí inteligenci ujala vedoucích pozic. Vše jim začalo jít mnohem lépe než dříve. Podařilo se jim také v bitvě u kravína odrazit první útok lidí.
Za čas se narodila štěňata, ale hned po odkojení si je vzalo prase Napoleon na výchovu. Takhle to šlo dál, až další prase, Kuliš, vytvořilo nákres větrného mlýna. Napoleon byl proti už od začátku, ale Kuliš měl navrch. Když měl nákres hotový, na pravidelném nedělním shromáždění mělo dojít k hlasování o jeho stavbě. Kulišovo nadšení zvířata uchvátilo, avšak před zahájením hlasování Napoleon náhle přivolal devět psů – dorostlých převychovaných štěňat – a vyhnal Kuliše z farmy pryč.
Zvířatům se to nelíbilo, ale bála se psů, a tak nic neříkala. Poté Napoleon rozhodl, že se mlýn začne stavět. Stavba byla obtížná, ale zvířata dělala, co mohla. Téměř dokončený mlýn shodila vichřice. Napoleon však prohlásil, že viníkem je Kuliš, který se uchýlil na sousední farmu a organizuje sabotáže. Následně byly veškeré nezdary přičítány Kulišovi. Řada zvířat byla obviněna ze spolupráce s ním a odsouzena k smrti.
Napoleonův pomocník, prase Pištík, měnil postupně přikázání.
Upravená přikázání zněla asi takto:
- Žádné zvíře nebude pít alkohol přes míru
- Žádné zvíře nebude spát v posteli s povlečením
- Žádné zvíře nezabije jiné zvíře bez důvodu
- Všechna zvířata jsou si rovna, ale některá jsou si rovnější
Ovčí fráze po úpravě: 4 nohy dobré, 2 nohy lepší
Zvířatům to připadalo divné, ale Pištík jim říkal, že se pletou, že mají špatnou paměť. Nakonec zvířata uznala, že má pravdu. Mezitím došlo k dalšímu útoku lidí, při němž byl opět zničen téměř hotový mlýn.
Prasata postupně soustřeďovala větší a větší moc, až nakonec vládla v čele s diktátorem Napoleonem stejně přísně jako lidé. Přeučila ovce jejich přikázání na: 4 nohy dobré, 2 lepší a začala chodit po dvou. Sedm přikázání nakonec změnila v jedno: Všechna zvířata jsou si rovna, ale některá jsou si rovnější.
Příběh vrcholí hostinou, na které jsou společně prasata a lidé – delegace sousedních farmářů. Zvířata hostinu sklesle pozorují oknem. Lidé obdivují přísný režim, jaký prasata ostatním zvířatům nastolila a Napoleon slavnostně oznamuje přejmenování Farmy zvířat na Panskou farmu. Zvířata shledávají, že již nelze odlišit prasata od lidí.
Tak autor uzavírá dějinný cyklus diktatura-revoluce-diktatura.

## Česká vydání
Kniha poprvé vyšla v češtině již v roce 1946 u nakladatelství I. L. Kober v překladu Jiřího Havelky. Po únorovém převratu se George Orwell dostal na seznam zakázaných autorů a jeho díla tedy nemohla v Československu vycházet. Podruhé tedy kniha vyšla v roce 1981 jako Zvířecí statek u exilového nakladatelství Index v překladu Jiřího Komárka. Rovněž byla přepisována formou samizdatu v anonymním překladu s názvem Zvířecí farma. Šlo o překlad z němčiny. Přeložila Jiřina Čechová. Po Sametové revoluci pak kniha poprvé vyšla v roce 1991 v překladu Gabriela Gössela a od té doby byla znovu vydána již několikrát.

## Filmové adaptace
- V roce 1954 byla natočena animovaná Farma zvířat (režie: Joy Batchelor a John Halas).
- V roce 1999 vznikl televizní hraný film Farma zvířat (režie John Stephenson).

## Historické souvislosti
Americká CIA údajně zakoupila v 50. letech 20. století filmová práva na Farmu zvířat od vdovy po Orwellovi (přes prostředníka E. Howarda Hunta), aby mohl být změněn konec díla a vyznělo více protikomunisticky. Mezi roky 1952 a 1957 posílalo Radio Svobodná Evropa (RFE) přes hranice balóny s letáky do Polska, Maďarska a Československa; příležitostně nesly tyto balóny i kopie novely Farma zvířat.